# Oceanisch kampioenschap voetbal onder 17 - 2003
Het Oceanisch kampioenschap voetbal onder 17 van 2003 was de 10e editie van het Oceanisch kampioenschap voetbal onder 17, een toernooi voor nationale ploegen van landen uit Oceanië. De spelers die deelnemen zijn onder de 17 jaar. Er namen 11 landen deel aan dit toernooi dat van 13 februari tot en met 1 maart 2003 in Amerikaans-Samoa en Australië werd gespeeld. De finale was in Nieuw-Caledonië. Australië werd winnaar van het toernooi.
Dit toernooi diende tevens als kwalificatietoernooi voor het wereldkampioenschap voetbal onder 17 van 2003, dat van 13 augustus tot en met 30 augustus in Finland werd gespeeld. De winnaar van dit toernooi plaatste zich, dat was Australië.

## Groepsfase

### Groep A
| Pos. | Land             | GW | W | G | V | DV | DT | +/− | Ptn. |
| ---- | ---------------- | -- | - | - | - | -- | -- | --- | ---- |
| 1    | Nieuw-Caledonië  | 4  | 4 | 0 | 0 | 11 | 0  | +11 | 12   |
| 2    | Fiji             | 4  | 3 | 0 | 1 | 18 | 3  | +15 | 9    |
| 3    | Cookeilanden     | 4  | 1 | 1 | 2 | 2  | 8  | –6  | 4    |
| 4    | Samoa            | 4  | 1 | 0 | 3 | 3  | 10 | –7  | 3    |
| 5    | Amerikaans-Samoa | 4  | 0 | 1 | 3 | 1  | 14 | –13 | 1    |

|                        |                  |     |              |                                                                                              |
| 13 februari 2003 16:00 | Amerikaans-Samoa | 0–0 | Cookeilanden | Veterans Memorial Stadium, Pago Pago Toeschouwers: 1.500 Scheidsrechter: Peter O'Leary (NZL) |
| 13 februari 2003 16:00 |                  |     |              | Veterans Memorial Stadium, Pago Pago Toeschouwers: 1.500 Scheidsrechter: Peter O'Leary (NZL) |

|                        |                                |     |      |                                                                                            |
| 13 februari 2003 18:00 | Nieuw-Caledonië                | 2–0 | Fiji | Veterans Memorial Stadium, Pago Pago Toeschouwers: 1.500 Scheidsrechter: Lencie Fred (VAN) |
| 13 februari 2003 18:00 | Vendegou 45' (pen.) Wamowe 79' |     |      | Veterans Memorial Stadium, Pago Pago Toeschouwers: 1.500 Scheidsrechter: Lencie Fred (VAN) |

|                        |                  |                                |                 |                                                                                            |
| 15 februari 2003 16:00 | Amerikaans-Samoa | 0–3                            | Nieuw-Caledonië | Veterans Memorial Stadium, Pago Pago Toeschouwers: 2.000 Scheidsrechter: Lencie Fred (VAN) |
| 15 februari 2003 16:00 |                  | Boanemoa 32', 88' Hnangeje 90' |                 | Veterans Memorial Stadium, Pago Pago Toeschouwers: 2.000 Scheidsrechter: Lencie Fred (VAN) |

|                        |              |     |       |                                                                                            |
| 15 februari 2003 18:00 | Cookeilanden | 1–0 | Samoa | Veterans Memorial Stadium, Pago Pago Toeschouwers: 2.000 Scheidsrechter: Andrew Moli (SOL) |
| 15 februari 2003 18:00 | Jim 42'      |     |       | Veterans Memorial Stadium, Pago Pago Toeschouwers: 2.000 Scheidsrechter: Andrew Moli (SOL) |

|                        |       |                                                                 |      |                                                                                          |
| 17 februari 2003 16:00 | Samoa | 0–6                                                             | Fiji | Veterans Memorial Stadium, Pago Pago Toeschouwers: 600 Scheidsrechter: Nelson Sogo (SOL) |
| 17 februari 2003 16:00 |       | Seru 46' Vakatalesau 50', 86' Prakashi 51' Dunadamu 70' Rao 73' |      | Veterans Memorial Stadium, Pago Pago Toeschouwers: 600 Scheidsrechter: Nelson Sogo (SOL) |

|                        |                                   |     |              |                                                                                            |
| 17 februari 2003 18:00 | Nieuw-Caledonië                   | 4–0 | Cookeilanden | Veterans Memorial Stadium, Pago Pago Toeschouwers: 600 Scheidsrechter: Peter O'Leary (NZL) |
| 17 februari 2003 18:00 | Hnangeje 14' Wamowe 47', 50', 65' |     |              | Veterans Memorial Stadium, Pago Pago Toeschouwers: 600 Scheidsrechter: Peter O'Leary (NZL) |

|                        |                       |     |                                       |                                                                        |
| 19 februari 2003 16:00 | Cookeilanden          | 1–4 | Fiji                                  | Veterans Memorial Stadium, Pago Pago Scheidsrechter: Andrew Moli (SOL) |
| 19 februari 2003 16:00 | Strickland 77' (pen.) |     | Vakatalesau 2' Dunadamu 25', 45', 50' | Veterans Memorial Stadium, Pago Pago Scheidsrechter: Andrew Moli (SOL) |

|                        |                  |     |                                     |                                                                        |
| 19 februari 2003 18:00 | Amerikaans-Samoa | 1–3 | Samoa                               | Veterans Memorial Stadium, Pago Pago Scheidsrechter: Nelson Sogo (SOL) |
| 19 februari 2003 18:00 | Ott 50'          |     | Manila 10' Slater 37' Faalavaau 62' | Veterans Memorial Stadium, Pago Pago Scheidsrechter: Nelson Sogo (SOL) |

|                       |                  |                                                                                     |      |                                                                                          |
| 21 februari 2003 9:00 | Amerikaans-Samoa | 0–8                                                                                 | Fiji | Veterans Memorial Stadium, Pago Pago Toeschouwers: 600 Scheidsrechter: Lencie Fred (VAN) |
| 21 februari 2003 9:00 |                  | Vakatalesau 7', 70', 74' Wilson 10' Rao 41' Dunadamu 44' Singh 75' Nauer 76' (e.d.) |      | Veterans Memorial Stadium, Pago Pago Toeschouwers: 600 Scheidsrechter: Lencie Fred (VAN) |

|                        |                   |     |       |                                                                                            |
| 21 februari 2003 11:00 | Nieuw-Caledonië   | 2–0 | Samoa | Veterans Memorial Stadium, Pago Pago Toeschouwers: 600 Scheidsrechter: Peter O'Leary (NZL) |
| 21 februari 2003 11:00 | Hnangeje 54', 65' |     |       | Veterans Memorial Stadium, Pago Pago Toeschouwers: 600 Scheidsrechter: Peter O'Leary (NZL) |

### Groep B
| Pos. | Land             | GW | W | G | V | DV | DT | +/− | Ptn. |
| ---- | ---------------- | -- | - | - | - | -- | -- | --- | ---- |
| 1    | Australië        | 5  | 5 | 0 | 0 | 33 | 2  | +31 | 15   |
| 2    | Vanuatu          | 5  | 3 | 1 | 1 | 17 | 7  | +10 | 10   |
| 3    | Nieuw-Zeeland    | 5  | 2 | 2 | 1 | 19 | 4  | +15 | 8    |
| 4    | Salomonseilanden | 5  | 2 | 1 | 2 | 18 | 6  | +12 | 7    |
| 5    | Tahiti           | 5  | 1 | 0 | 4 | 7  | 22 | –15 | 3    |
| 6    | Tonga            | 5  | 0 | 0 | 5 | 1  | 54 | –53 | 0    |

|                        |                                               |     |                  |                                                                                              |
| 15 februari 2003 14:00 | Australië                                     | 3–1 | Salomonseilanden | Maroochydore Soccer Centre, Maroochydore Toeschouwers: 1.500 Scheidsrechter: nNeil Fox (NZL) |
| 15 februari 2003 14:00 | Cardozo 2' Casey 15' (pen.) Hilton 42' (pen.) |     | Anisua 90'       | Maroochydore Soccer Centre, Maroochydore Toeschouwers: 1.500 Scheidsrechter: nNeil Fox (NZL) |

|                        |       | |         |                                                                                               |
| 15 februari 2003 16:00 | Tonga | 0–11                                                                                                   | Vanuatu | Maroochydore Soccer Centre, Maroochydore Toeschouwers: 1.500 Scheidsrechter: Intaz Shah (FIJ) |
| 15 februari 2003 16:00 |       | Maleb 2', 12', 26' M. Peter 5' Joe 17' Harry 23', 44' R. Peter 36' Tabe 77' Varaismaite 85' Simeon 89' |         | Maroochydore Soccer Centre, Maroochydore Toeschouwers: 1.500 Scheidsrechter: Intaz Shah (FIJ) |

|                        |                                             |     |        |                                                              |
| 15 februari 2003 18:00 | Nieuw-Zeeland                               | 4–0 | Tahiti | Maroochydore Soccer Centre, Maroochydore Toeschouwers: 1.500 |
| 15 februari 2003 18:00 | Scott 9' White 15' Bright 58' Henderson 75' |     |        | Maroochydore Soccer Centre, Maroochydore Toeschouwers: 1.500 |

|                        |               |     |           | |
| 17 februari 2003 14:00 | Nieuw-Zeeland | 1–1 | Vanuatu   | Maroochydore Soccer Centre, Maroochydore Toeschouwers: 350 Scheidsrechter: Charles Ariiotima (TAH) |
| 17 februari 2003 14:00 | Old 24'       |     | Maleb 49' | Maroochydore Soccer Centre, Maroochydore Toeschouwers: 350 Scheidsrechter: Charles Ariiotima (TAH) |

|                        |                                                                       |     |        |                                                                                               |
| 17 februari 2003 16:00 | Australië                                                             | 9–0 | Tahiti | Maroochydore Soccer Centre, Maroochydore Toeschouwers: 350 Scheidsrechter: Gidas Bayung (PNG) |
| 17 februari 2003 16:00 | Paartalu 15', 17' Casey 28', 35', 89' Smits 49' Cardozo 69', 81', 82' |     |        | Maroochydore Soccer Centre, Maroochydore Toeschouwers: 350 Scheidsrechter: Gidas Bayung (PNG) |

|                        |       | |                  |                                                                                           |
| 17 februari 2003 18:00 | Tonga | 0–12 | Salomonseilanden | Maroochydore Soccer Centre, Maroochydore Toeschouwers: 350 Scheidsrechter: Neil Fox (NZL) |
| 17 februari 2003 18:00 |       | Totori 2', 70' Anisua 9' Fifi 28', 30', 89' Joe 34' Horoinima 43' Haikai 57' Anisi 58' Ramoaea 68' (pen.) Honitalo 90+1' |                  | Maroochydore Soccer Centre, Maroochydore Toeschouwers: 350 Scheidsrechter: Neil Fox (NZL) |

|                        |                                       |     |         |                                                                           |
| 20 februari 2003 14:00 | Australië                             | 4–0 | Vanuatu | Maroochydore Soccer Centre, Maroochydore Scheidsrechter: Intaz Shah (FIJ) |
| 20 februari 2003 14:00 | Hilton 41', 44', 79' (pen.) Smits 65' |     |         | Maroochydore Soccer Centre, Maroochydore Scheidsrechter: Intaz Shah (FIJ) |

|                        |             |     |                                               |                                                            |
| 20 februari 2003 14:00 | Tahiti      | 1–5 | Salomonseilanden                              | Maroochydore Soccer Centre, Maroochydore Toeschouwers: 300 |
| 20 februari 2003 14:00 | Poroiae 59' |     | Totori 16', 45' Fifi 52' Honitalo 62' Joe 63' | Maroochydore Soccer Centre, Maroochydore Toeschouwers: 300 |

|                        |       | |               | |
| 20 februari 2003 18:00 | Tonga | 0–13 | Nieuw-Zeeland | Maroochydore Soccer Centre, Maroochydore Toeschouwers: 300 Scheidsrechter: Charles Ariiotima (TAH) |
| 20 februari 2003 18:00 |       | Hayne 2', 31', 51' Broderson 8', 39', 54' Wheeler 28' Scott 44' Bright 56', 73', 85' Henderson 82' White 89' |               | Maroochydore Soccer Centre, Maroochydore Toeschouwers: 300 Scheidsrechter: Charles Ariiotima (TAH) |

|                        |                                                     |     |                |                                                              |
| 22 februari 2003 14:00 | Tahiti                                              | 4–1 | Tonga          | Maroochydore Soccer Centre, Maroochydore Toeschouwers: 1.000 |
| 22 februari 2003 14:00 | Poroiae 16', 68' Horoi 56' Teriitaumihau 89' (pen.) |     | Pau 25' (pen.) | Maroochydore Soccer Centre, Maroochydore Toeschouwers: 1.000 |

|                        |                  |                    |         | |
| 22 februari 2003 16:00 | Salomonseilanden | 0–2                | Vanuatu | Maroochydore Soccer Centre, Maroochydore Toeschouwers: 1.000 Scheidsrechter: Charles Ariiotima (TAH) |
| 22 februari 2003 16:00 |                  | Kanegai 2' Joe 76' |         | Maroochydore Soccer Centre, Maroochydore Toeschouwers: 1.000 Scheidsrechter: Charles Ariiotima (TAH) |

|                        |                                    |     |               |                                                                                                 |
| 22 februari 2003 18:00 | Australië                          | 3–1 | Nieuw-Zeeland | Maroochydore Soccer Centre, Maroochydore Toeschouwers: 3.000 Scheidsrechter: Gidas Bayung (PNG) |
| 22 februari 2003 18:00 | Smits 13' Hilton 59' Cardozo 90+2' |     | Old 37'       | Maroochydore Soccer Centre, Maroochydore Toeschouwers: 3.000 Scheidsrechter: Gidas Bayung (PNG) |

|                        |                  |     |               |                                                                                             |
| 24 februari 2003 14:00 | Salomonseilanden | 0–0 | Nieuw-Zeeland | Maroochydore Soccer Centre, Maroochydore Toeschouwers: 250 Scheidsrechter: Intaz Shah (FIJ) |
| 24 februari 2003 14:00 |                  |     |               | Maroochydore Soccer Centre, Maroochydore Toeschouwers: 250 Scheidsrechter: Intaz Shah (FIJ) |

|                        | |      |       |                                                                                           |
| 24 februari 2003 16:00 | Australië | 14–0 | Tonga | Maroochydore Soccer Centre, Maroochydore Toeschouwers: 250 Scheidsrechter: Neil Fox (NZL) |
| 24 februari 2003 16:00 | Cardozo 1', 6', 28', 36', 41', 43' Richardson 11', 37' Sarkies 39' Karavitis 52' Totani 65' Casey 72' Hilton 75' Martino 89' |      |       | Maroochydore Soccer Centre, Maroochydore Toeschouwers: 250 Scheidsrechter: Neil Fox (NZL) |

|                        |                               |     |                      |                                                                                               |
| 24 februari 2003 18:00 | Vanuatu                       | 3–2 | Tahiti               | Maroochydore Soccer Centre, Maroochydore Toeschouwers: 250 Scheidsrechter: Gidas Bayung (PNG) |
| 24 februari 2003 18:00 | Ligo 2' Harry 34' Kanegai 74' |     | Tahi 15' Sinjoux 67' | Maroochydore Soccer Centre, Maroochydore Toeschouwers: 250 Scheidsrechter: Gidas Bayung (PNG) |

## Finale
|                        |                 |     |                              |                                                                               |
| 27 februari 2003 16:00 | Nieuw-Caledonië | 1–3 | Australië                    | Stade Pentecost, Noumea Toeschouwers: 300 Scheidsrechter: Peter O'Leary (NZL) |
| 27 februari 2003 16:00 | Wamowe 67'      |     | Sarkies 24' Cardozo 42', 47' | Stade Pentecost, Noumea Toeschouwers: 300 Scheidsrechter: Peter O'Leary (NZL) |

|                   |                 |                                                       |           |                                                          |
| 1 maart 2003 9:00 | Nieuw-Caledonië | 0–4                                                   | Australië | Stade Pentecost, Noumea Scheidsrechter: Derek Rugg (NZL) |
| 1 maart 2003 9:00 |                 | Leijer 52' Paartalu 61' Deegan 74' Sarkies 82' (pen.) |           | Stade Pentecost, Noumea Scheidsrechter: Derek Rugg (NZL) |